# Fernando Peralta
Fernando Peralta (Lomas de Zamora, 16 dicembre 1979) è uno scacchista argentino.
Grande maestro dal 2004, ha partecipato a diverse edizioni del Campionato argentino, vincendo nel 2006 e nel 2022.
Ha fatto parte della nazionale argentina di scacchi nelle Olimpiadi di Bled 2002, Torino 2006,  Dresda 2008, Khanty-Mansijsk 2010, Istanbul 2012.
Nel 2009 ha vinto l'open di Neckar in Germania.
Nel 2010 ha vinto l'open di Sabadell in Spagna, superando per spareggio tecnico l'ucraino Anton Kovalyov.